# Luan Jin
Luan Jin (chinesisch 栾劲, * 20. Juli 1958) ist ein ehemaliger chinesischer Badmintonspieler.

## Karriere
Luan Jin gewann 1982 Silber im Herrendoppel mit Lin Jiangli bei den Asienspielen. Unvergessen bleiben seine beiden All-England-Endspiele gegen Morten Frost 1982 und 1983, die beide über drei Sätze gingen. 1982 siegte Frost mit 11-15, 15-2 und 15-7, 1983 dagegen Luan Jin mit 15-2, 12-15 und 15-4. Im letztgenannten Jahr gewann Luan Jin auch den World Badminton Grand Prix. Bei der WM des Jahres unterlag er jedoch im Viertelfinale gegen Prakash Padukone.
Mit dem chinesischen Männerteam holte er sich 1982 den Thomas Cup, 1984 wurde die Mannschaft Zweiter.

## Sportliche Erfolge
| Saison | Veranstaltung | Disziplin    | Platz | Name                   |
| ------ | ------------- | ------------ | ----- | ---------------------- |
| 1982   | Asienspiele   | Herrendoppel | 2     | Luan Jin / Lin Jiangli |
| 1982   | All England   | Herreneinzel | 2     | Luan Jin               |
| 1983   | All England   | Herreneinzel | 1     | Luan Jin               |